# Polycnemum
- Commons
- Wikispecies

Polycnemum L. é um género botânico pertencente à família Amaranthaceae.

## Espécies
- Polycnemum arvense L.
- Polycnemum majus A. Braun
- Lista completa

## Classificação do gênero
| Sistema | Classificação                     | Referência               |
| ------- | --------------------------------- | ------------------------ |
| Linné   | Classe Triandria, ordem Monogynia | Species plantarum (1753) |